# Marina Kònieva
Marina Kònieva –en ucraïnès, Марина Конєва– (Khàrkiv, 19 d'octubre de 1987) és una esportista ucraïnesa que va competir en taekwondo, guanyadora d'una medalla de bronze al Campionat Europeu de Taekwondo de 2008, en la categoria de +72 kg.

## Palmarès internacional
| Campionat Europeu | Campionat Europeu | Campionat Europeu | Campionat Europeu |
| Any               | Lloc              | Medalla           | Categoria         |
| ----------------- | ----------------- | ----------------- | ----------------- |
| 2008              | Roma ( Itàlia)    | 3                 | +72 kg            |